# RS-463
Pour les articles homonymes, voir Route 463.
La RS 463 est une route locale du Nord-Ouest de l'État du Rio Grande do Sul reliant la municipalité de Tapejara à la RS-135, sur le territoire de la commune de Coxilha. Elle dessert Tapejara, Vila Lângaro et Coxilha, et est longue de 34 km.